# Penstemon eatonii
Penstemon eatonii är en grobladsväxtart som beskrevs av Samuel Frederick Gray. Penstemon eatonii ingår i släktet penstemoner, och familjen grobladsväxter.

## Underarter
Arten delas in i följande underarter:
- P. e. eatonii
- P. e. exsertus
- P. e. undosus

## Bildgalleri

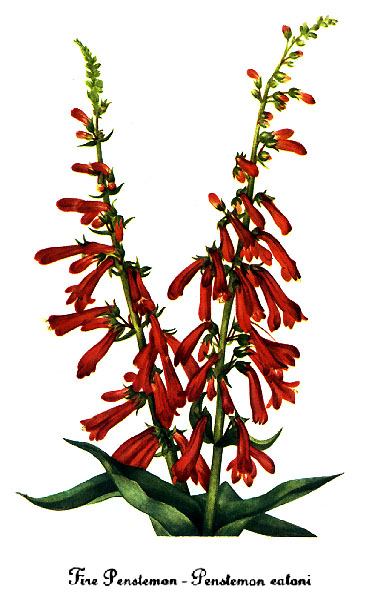
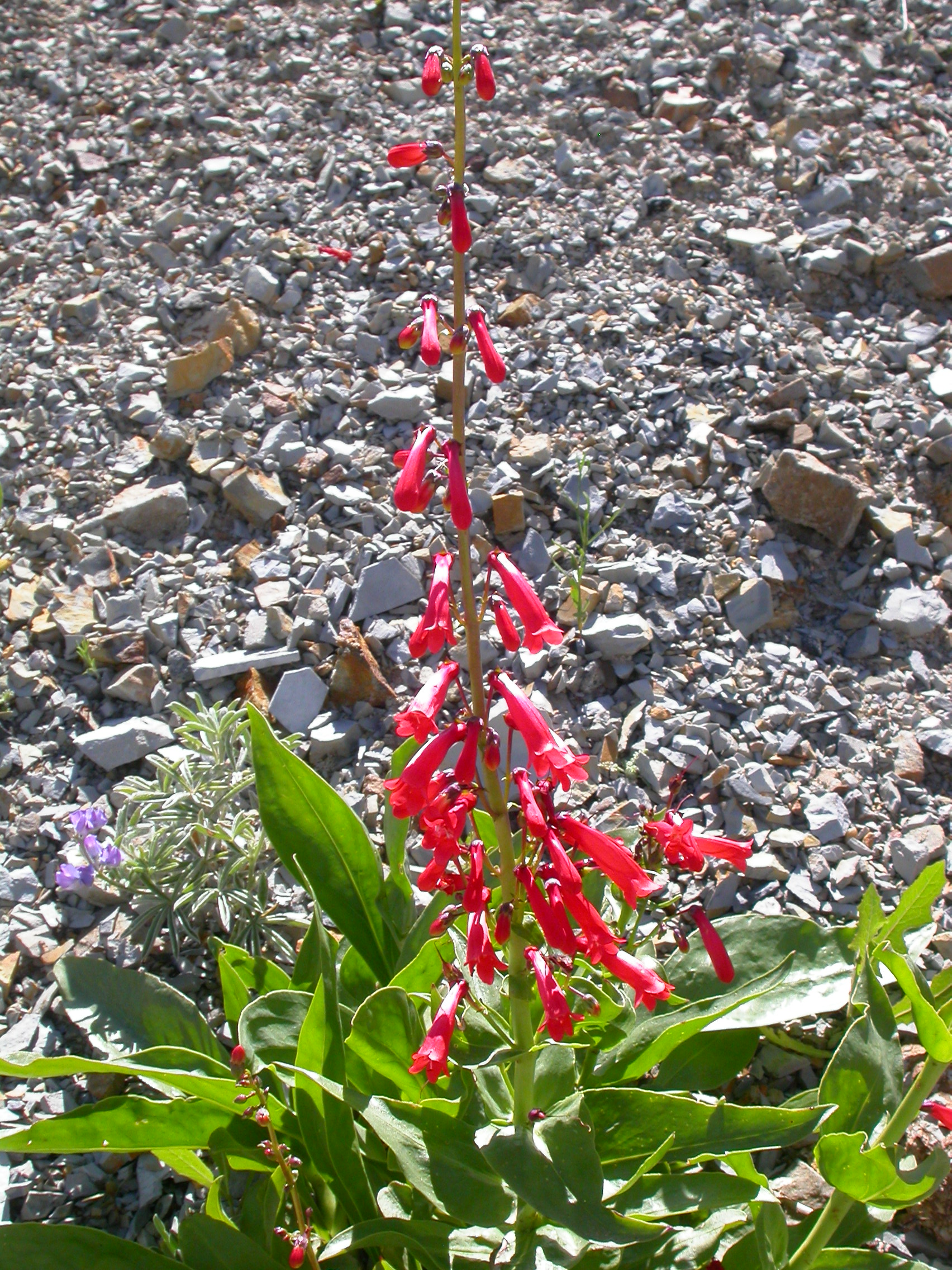
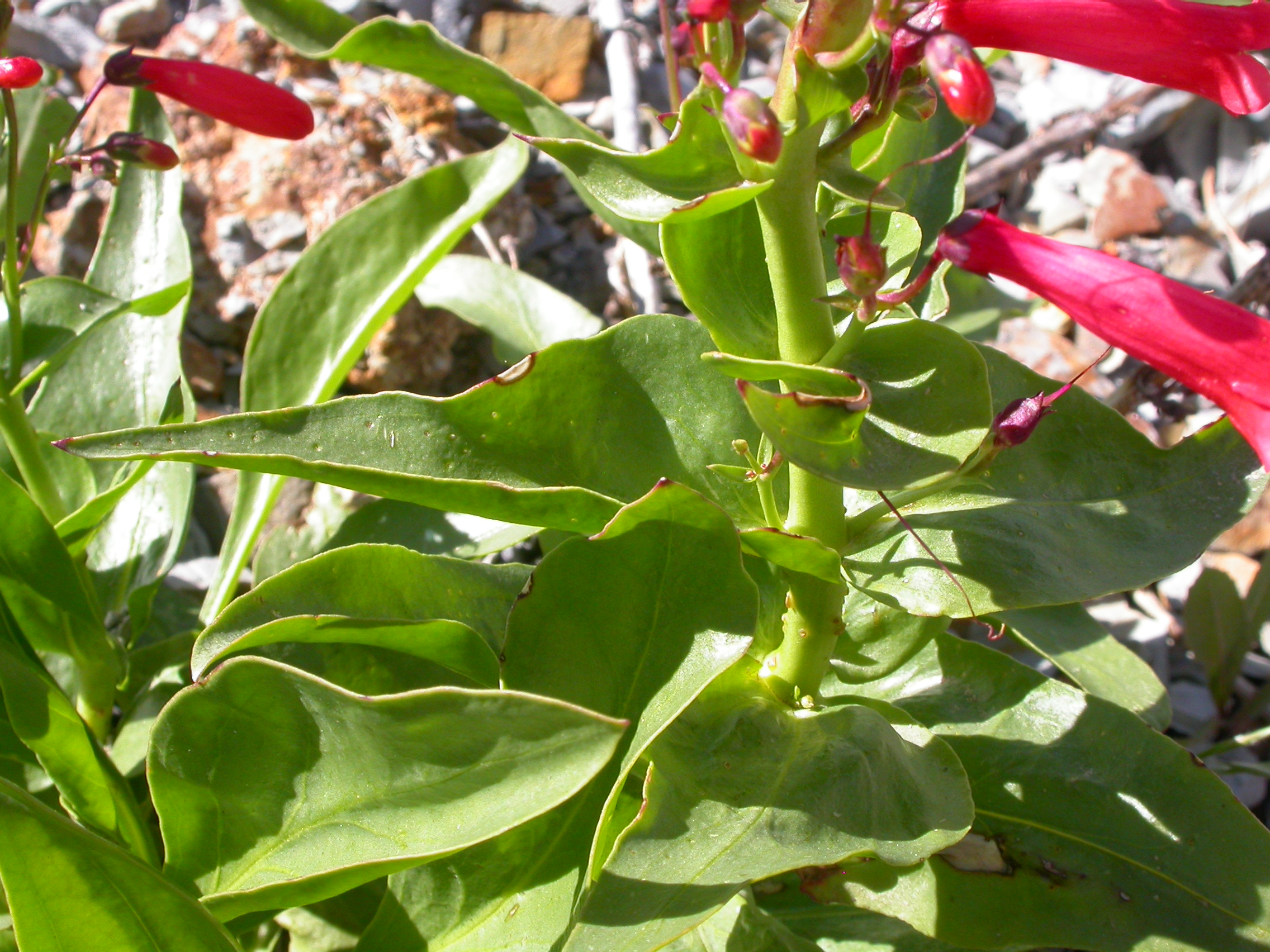
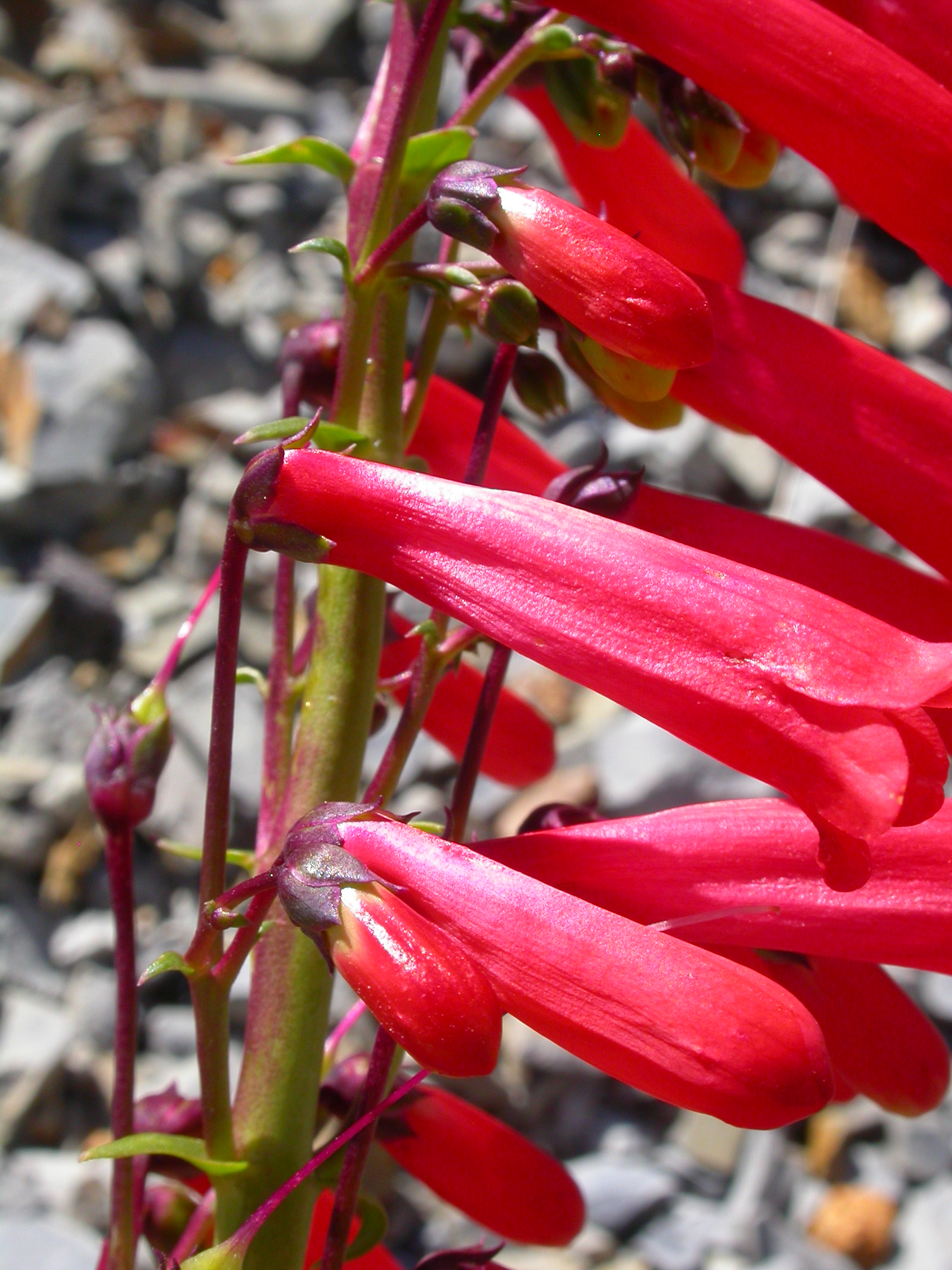
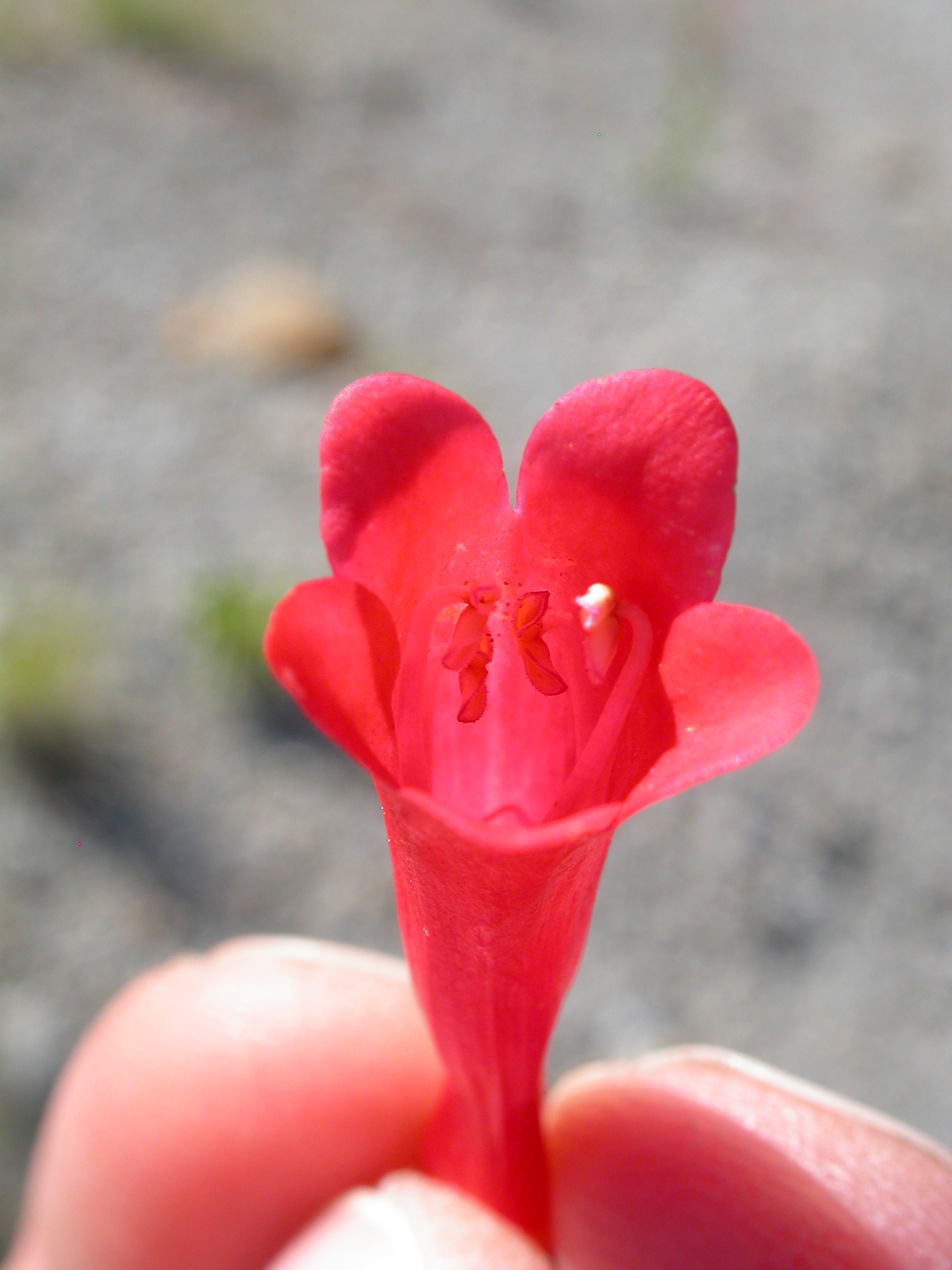
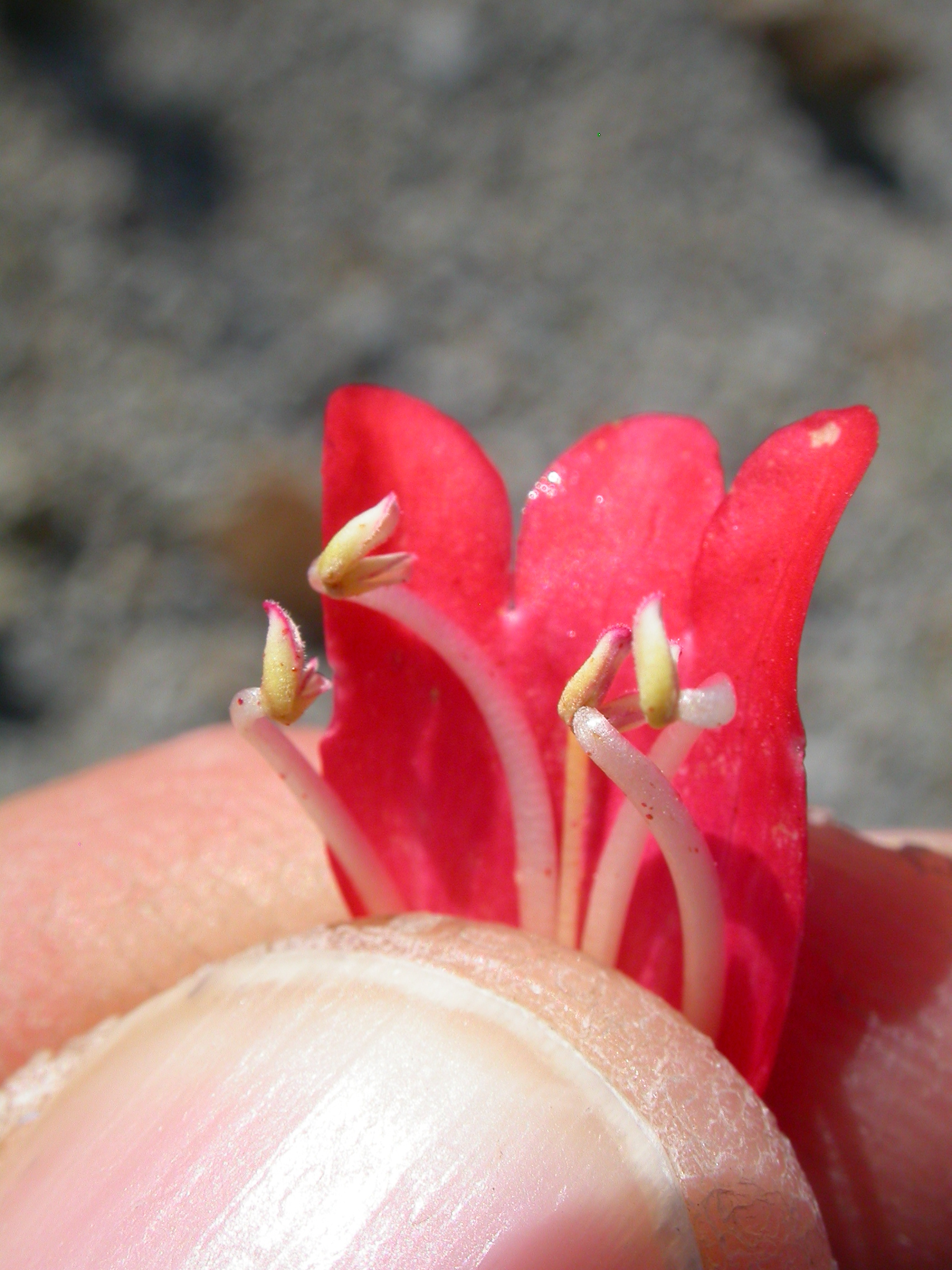